# تغيط (الفيحية)
تغيط هو دُوَّار يقع بجماعة تيسينت، إقليم طاطا، جهة سوس ماسة في المملكة المغربية. ينتمي الدوّار لمشيخة الفيحية التي تضم 4 دواوير. يقدر عدد سكانه بـ 720 نسمة حسب الإحصاء الرسمي للسكان والسكنى لسنة 2004.

## روابط خارجية
- البوابة الوطنية للجماعات الترابية نسخة محفوظة 12 مارس 2018 على موقع واي باك مشين.
- المندوبية السامية للتخطيط